# Luboš Adamec
Luboš Adamec (* 27. April 1994 in Brünn) ist ein tschechischer Fußballspieler.

## Karriere

### Verein
Adamec begann seine Karriere beim FC Zbrojovka Brünn. 2010 wechselte er nach Italien in die Jugend von Juventus Turin. 2011 kehrte er nach Tschechien zurück und wechselte in die Jugend von Sparta Prag.
Zur Saison 2013/14 wechselte er nach Polen zu Śląsk Wrocław. Im Februar 2014 debütierte er in der Ekstraklasa, als er am 22. Spieltag jener Saison gegen Lech Posen in der 90. Minute für Tadeusz Socha eingewechselt wurde. Am darauffolgenden Spieltag erzielte er eine Minute nach seiner Einwechslung in der 87. Minute bei einer 3:2-Niederlage gegen Ruch Chorzów sein erstes Tor in der höchsten polnischen Liga. Dies blieb jedoch sein letzter Einsatz für den Verein.
Nachdem er Śląsk Wrocław nach der Saison 2013/14 verlassen hatte und mehrere Monate ohne Verein gewesen war, wechselte er im Oktober 2014 zum italienischen Viertligisten Lupa Castelli Romani. Nach wenigen Monaten in Italien wechselte Adamec im Januar 2015 in die Niederlande zum Viertligisten RKSV Leonidas. Für den Verein absolvierte er vier Spiele in der Topklasse.
Zur Saison 2015/16 wechselte er zum österreichischen Regionalligisten FC Stadlau. Für die Wiener absolvierte er jedoch nur ein Spiel in der Regionalliga. In der Winterpause jener Saison wechselte er nach Malta zum Zweitligisten Xewkija Tigers. Zur Saison 2016/17 schloss er sich den Naxxar Lions an. Mit dem Verein stieg er zu Saisonende in die Maltese Premier League auf.
Nach dem Aufstieg wechselte Adamec zur Saison 2017/18 zum Zweitligisten FC Qormi. Auch mit Qormi stieg er 2018 in die höchste maltesische Spielklasse auf. Nach dem Aufstieg debütierte er im August 2018 gegen den FC Balzan in der Premier League. In der Winterpause der Saison 2018/19 verließ er den Verein. Daraufhin wechselte er im Januar 2019 nach Deutschland zum Regionalligisten FC Oberlausitz Neugersdorf.

### Nationalmannschaft
Adamec nahm 2011 mit der tschechischen U-17-Auswahl an der Europameisterschaft teil, bei der man als Dritter der Gruppe B bereits in der Gruppenphase ausschied. Im selben Jahr nahm er mit der U-17-Auswahl auch an der Weltmeisterschaft teil. Mit Tschechien schied er als Letzter der Gruppe D auch hier bereits in der Gruppenphase aus. Adamec kam während der WM in zwei von drei Spielen zum Einsatz.